# 獣魂 (映画)
『獣魂』（じゅうこん、英語: The Adventures of Peg o' the Ring, 「競技場のペグの冒険」の意）は、1916年（大正5年）製作・公開、ユニヴァーサル・フィルム・マニュファクチャリング・カンパニー（現在のユニバーサル・ピクチャーズ）製作・配給によるアメリカ合衆国のサイレント映画、シリアル・フィルムである。日本での別題『曲藝團のペツクの冒険』（きょくげいだんのペックのぼうけん）。

## 略歴・概要
ユニヴァーサル・フィルム・マニュファクチャリング・カンパニー初のシリアル『國寶』、日本でも公開されて大反響を呼んだ『名金』に次いで同社が製作した、グレイス・キュナードとフランシス・フォードの脚本と監督のコンビによる主演作である。本作には、フォードの実弟ジョン・フォードが、前2作のシリアルから引き続き、当時の芸名ジャック・フォードの名で出演している。本作は、アメリカ合衆国では、1916年5月1日から順次封切られた。
日本では、同年7月の『國寶』に引き続き同年9月に浅草公園六区の帝国館で公開されている。配給は、1915年（大正4年）7月に東京市京橋区南伝馬町3丁目14番地（現在の東京都中央区京橋3丁目）に設立された播磨ユニヴァーサル商会が行なった。
現在、本作の原版・上映用プリントは散逸し、現存しないとみなされている。

## スタッフ・作品データ
- 監督 : フランシス・フォード、ジャック・ジャッカード （Jacques Jaccard）
- 原作・戯曲 : グレイス・キュナード
- 脚本 : ジョー・ブランディ
- 撮影 : 不明

- 上映時間（巻数） : 約300分（2巻もの全15話 各話約20分、全31巻 [2][9]）
- フォーマット : 白黒映画 - スタンダードサイズ（1.37:1） - サイレント映画
- 日本初回興行 : 浅草・帝国館 [4]

## キャスト
クレジット順
- グレイス・キューナード - Peg

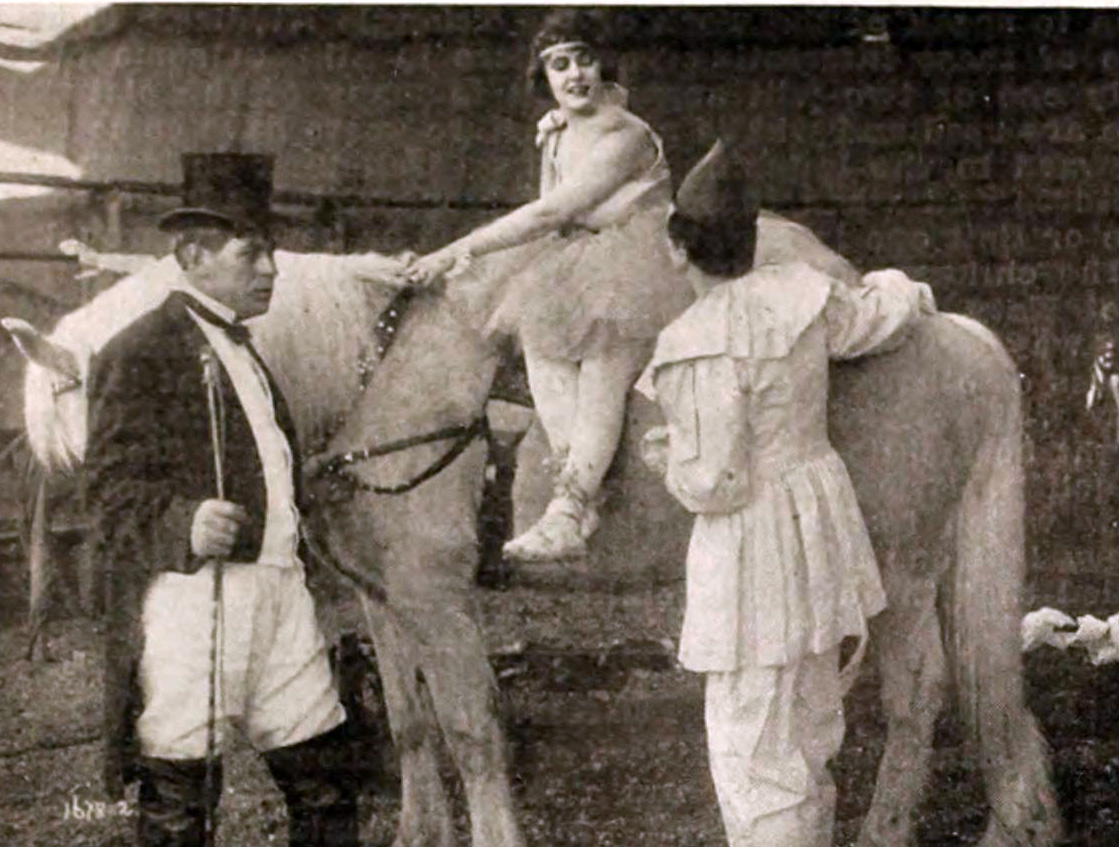
獣魂 (映画

- フランシス・フォード - Dr. Lund, Junior
- マーク・フェントン （Mark Fenton） - Dr. Lund, Senior
- G・レイモンド・ナイ （G. Raymond Nye）
- ピート・ジェラルド（ピーター・ジェラルド、Peter Gerald [10]） - Flip the Clown
- ジーン・ハサウェイ - Mrs. Lund
- チャールズ・マン （Charles Munn）
- アーヴィング・リップナー （Irving Lippner [11]） - Marcus, the Hindoo
- ジャック・ダフィ （Jack Duffy）
- ジャック・フォード （ジョン・フォード） - Lund's Accomplice
- ライオネル・ブラッドショウ （Lionel Bradshaw [12]）

以下アルファベット順
- エディ・ポーロ （Eddie Polo） - 出演シーン削除
- ルース・ストンハウス - 出演シーン削除

## サブタイトル
各話のサブタイトルの一覧である。
1. The Leopard's Mark
2. A Strange Inheritance
3. In The Lion's Den
4. The Circus Mongrels
5. The House of Mystery
6. The Cry For Help or Cry of The Ring
7. The Wreck
8. Outwitted
9. The Leap
10. In the Hands of The Enemy
11. The Stampede
12. On The High Seas
13. The Clown Act
14. The Will
15. Retribution

## 関連事項
- 1916年の日本公開映画
- en:List of film serials
- en:List of film serials by studio

## 註
1. 1 2 3  The Adventures of Peg o' the Ring, Internet Movie Database （英語）, 2010年7月13日閲覧。
2. 1 2 3  『20世紀アメリカ映画事典』、編・畑暉男、カタログハウス、2002年4月、ISBN 4905943507, p.50.
3. ↑  Lucille Love: The Girl of Mystery, Allmovie, （英語）, 2010年7月13日閲覧。
4. 1 2  『日本映画発達史 I 活動写真時代』 、田中純一郎、中公文庫、1975年12月10日 ISBN 4122002850, p.254-255.
5. ↑  Lucille Love: The Girl of Mystery - IMDb（英語）, 2010年7月13日閲覧。
6. ↑  The Broken Coin - IMDb（英語）, 2010年7月13日閲覧。
7. ↑  『20世紀アメリカ映画事典』、p.47.
8. ↑  『日本映画発達史 I 活動写真時代』、p.257.
9. 1 2 3  The Adventures of Peg o' the Ring, silentera.com （英語）, 2010年7月13日閲覧。
10. ↑  Peter Gerald - IMDb（英語）, 2010年7月13日閲覧。
11. ↑  Irving Lippner - IMDb（英語）, 2010年7月13日閲覧。
12. ↑  Lionel Bradshaw - IMDb（英語）, 2010年7月13日閲覧。